# Pattinaggio di velocità in linea ai Giochi mondiali 2022 - 10000 metri a eliminazione maschile
La gara dei 10,000 metri a eliminazione maschile di pattinaggio di velocità in linea ai Giochi mondiali 2022 si è svolta il 10 luglio 2025 a Birmingham.

## Risultati
| Rank | Atleta                        | Note |
| ---- | ----------------------------- | ---- |
| 1    | Bart Rene Swings              |      |
| 2    | Daniel Zapata Martinez        |      |
| 3    | Giuseppe Bramante             |      |
| 4    | Miguel Fonseca Bravo          | EL   |
| 5    | Chang-Chin Ku                 | EL   |
| 6    | Nils Buhnemann                | EL   |
| 7    | Santiago Ariel Roumec         | EL   |
| 8    | Carlos Arturo Tarazona Ropero | EL   |
| 9    | Mike Alejandro Paez Cuellar   | EL   |
| 10   | Francisco Jose Peula Cabello  | EL   |
| 11   | David Ariel Sarmiento Moscoso | EL   |
| 12   | Christian Kromoser            | EL   |
| 13   | Michael Garcia                | EL   |
| 14   | Michal Prokop                 | DNF  |
| 15   | Hugo Diego Ramirez Boada      | DSQ  |
| 16   | Martin Ferrie                 | DSQ  |